# Формула-Мастер Россия
Формула Мастерс Россия (ранее известная под названием Формула-Россия) — российский турнир в классе автомобилей с открытыми колёсами. Является аналогом европейской молодёжной серии «Формула-Абарт». В 2012 году проходил совместно с Russian Racing Championship. 
Основная задача проекта – выявить наиболее талантливых молодых пилотов. Техническая концепция включает: использование идентичных болидов заводского производства; обслуживание всей техники по единому регламенту командой опытных механиков серии.
Каждый гонщик имеет возможность работать со своим инженером или организаторы серии предоставляют одного инженера для двоих пилотов. Инженеры могут работать в рамках рекомендованных заводом-изготовителем диапазоне настроек. Болиды построены на шасси Tatuus FA010, спроектированном итальянской фирмой Tatuus. Однако в первом сезоне на одном из этапов в рамках гоночной серии выступили два болида на шасси Dallara (модели F398, F395 1998 и 1995 модельного года соответственно), что позволило разыграть в рамках серии в 2012 году ещё и Кубок России в классе Формула-3.
28 января 2015 года Российская автомобильная федерация приняла решение о проведении в новом сезоне Кубка России в классе «Формула Мастерс»/«Формула-3».
Позднее на аналогичных принципах были основаны Florida Winter Series.

## О проекте
Основные условия:
- Перед началом сезона коллективы: 2 пилота + 2 механика + 1 инженер образуют отдельную команду и работают таким составом весь сезон;
- Организаторы оказывают помощь командам в заключении контрактов со Спонсорами команд
- Коммерческие организации могут образовывать собственные команды;
- Единый склад запчастей;
- Единый поставщик шин и шинного сервиса;
- Единый поставщик горюче-смазочных материалов;
- Настройки болида определяются гонщиком и его инженером.

Победители и призёры серии "Формула Мастерс Россия":
| Сезон | Первое место         | Второе место       | Третье место         |
| ----- | -------------------- | ------------------ | -------------------- |
| 2012  | Константин Терещенко | Станислав Сафронов | Владимир Лункин      |
| 2013  | Станислав Бурмистров | Михаил Лобода      | Эдвард Фроленков     |
| 2014  | Михаил Лобода        | Игорь Яворовский   | Станислав Бурмистров |
| 2015  | Иван Чубаров         | Юрий Григоренко    | Станислав Сафронов   |

## Формат соревнований
8 этапов по 3 гонки (до 2015 года - по 2 гонки)
Формат гоночного уик-энда 
- Пятница  — свободные тренировки либо четыре по 30 минут, либо шесть по 20 минут;
- Суббота  — официальная тренировка (20 мин), квалификация-1 (15 мин) и гонка-1 (28 мин + 1 круг);
- Воскресенье  — разогрев (10 минут), квалификация-2 (15 мин), гонка-2 (28 мин + 1 круг), гонка-3 (28 мин + 1 круг)

Расстановка на стартовой решетке первой гонки — по результатам квалификации-1, расстановка для второй гонки - по результатам квалификации-2, расстановка для третьей гонки - по результатам второй гонки с инверсией первых 6-8 позиций.
В середине сезона 2013 года серия перешла к использованию 2-х квалификаций по 15 мин,
для первой и второй гонки соответственно.
 Начисление очков 
| Место   | 1  | 2  | 3  | 4  | 5  | 6 | 7 | 8 | 9 | 10 |
| ------- | -- | -- | -- | -- | -- | - | - | - | - | -- |
| Гонка 1 | 25 | 18 | 15 | 12 | 10 | 8 | 6 | 4 | 2 | 1  |

- 1 бонусный балл за поул-позишн в каждой квалификации;
- 1 бонусный балл за быстрейший круг по результатам каждой гонки.

 Ограничение по покрышкам 
- 2 комплекта новых покрышек (квалификация и гонки) + 2 использованных (от предыдущих гонок).

## Основные характеристики автомобиля
Нынешняя модель FA010 является для Tatuus следующим шагом после разработки автомобиля  Renault 2.0 в 2000г. Двигатель с турбонаддувом FIAT FPT414TF позволяет автомобилю развивать скорость 100 км/ч менее чем за 3 сек, шасси соответствует международным стандартам, предъявляемым к машинам класса "формула-3". По критерию цена/качество этот тип машин был выбран для чемпионатов Латинской Америки (PanamGPseries), юго-восточной Азии (Formula Pilota China), Европы (Formula Abarth).
 Шасси 
TATUUS FA010 (Италия), композитный карбоновый монокок,
омологация безопасности FIA F.3 2010 года.
 Двигатель 
FPT 414TF блок, объём 1400 см3, турбо,
200 л.с. (до 2015 года – 180 л.с.),
максимальный крутящий момент: ~ 250 Нм
при 3500 об/мин.
 Трансмиссия 
SADEV секвентальная 6-ти скоростная коробка передач, дифференциал LSD.
 Тормоза 
АР четырёхпоршневые суппорта, вентилируемые диски
— тормозные колодки FERODO.
 Топливо 
PREMIER FIA FT3, 45 литров.
 Диски 
ATS передние 9x13", задние 10,5x13" -алюминиевые,
моногайка.
 Шины 
Передние 180/550R13, задние 240/570R13.
 Габариты 
Колесная база: 2650 мм
Передняя колея: 1490 мм
Задняя колея: 1455 мм.
 Вес 
525 кг, включая водителя.

## История
26 апреля 2011 года было объявлено о создании новой гоночной серии. На то время, последние российские гоночные соревнования на автомобилях с открытыми колёсами были проведены в 2008 году. Таким образом, после трёхлетнего перерыва, в России снова было возобновлено проведение гонок на одноместных автомобилях. 
13 июня 2011 года автомобиль новой гоночной серии был представлен на Красной площади в Москве. 28 сентября того же года РАФ присвоила соревнованиям статус первенства России. С 29 декабря 2011 по 4 января 2012 года на китайской трассе Чжухай прошли первые тренировки гонщиков. Участие в них приняли Константин Терещенко, Андрей Яценко, Иван Костюков и Никита Годованюк. Тесты проходили на автомобилях двухлитровой Формулы Рено.
Первый сезон планировалось провести целиком в рамках только что созданного объединённого чемпионата России по автомобильным кольцевым гонкам, перед зачётными гонками провести две выставочные гонки. Но проведению выставочных гонок помешало опоздание с доставкой автомобилей из Италии, а финальная гонка сезона была проведена уже после завершения сезона Чемпионата России в рамках Кубка Лада-Гранта.
28 января 2015 года Российская автомобильная федерация приняла решение о проведении в новом сезоне Кубка России в классе «Формула Мастерс»/«Формула-3».

### Наследие
В конце апреля 2019 года проектом был проведен отдельный Кубок РАФ на автодроме "Крепость Грозная", участвовали 8 пилотов (в порядке финиша гонки): Станислав Бурмистров, Юрий Григоренко, Игорь Яворовский, Василий Рожков, Иван Матвеев, Юрий Лобода, Михаил Лобода, Александр Вартанян. Обладатель Кубка РАФ 2019 года - Станислав Бурмистров.
С середины 2019 года проект переформатирован в Лигу студенческого технического спорта, основывающуюся на командах крупнейших технических университетов России. В настоящее время происходит обучение и подготовка команд Лиги.

## Статистика
За четыре первых сезона были проведены 59 гоночных заезда на семи разных трассах, участие приняли 50 гонщиков, преимущественно россияне. За всю историю Формулы-Россия в серии приняли участие два иностранца - Владимирос Джорджис (представитель Кипра) и Любовь Андреева (представительница Казахстана).

### Пилоты, принявшие участие в наибольшем количестве гонок
- В скобках указано количество стартов

| Место | Гонщик               | Гонок  | Сезоны            | Побед | Подиумов | ПП | БК | Сходов |
| ----- | -------------------- | ------ | ----------------- | ----- | -------- | -- | -- | ------ |
| 1     | Станислав Сафронов   | 41     | 2012, 2014 - 2015 | 8     | 28       | 8  | 11 | 6      |
| 2     | Любовь Андреева      | 37     | 2014 - 2015       |       | 5        |    |    | 5      |
| 3     | Юрий Григоренко      | 33     | 2014 - 2015       | 7     | 22       | 5  | 8  | 3      |
| 4     | Михаил Лобода        | 31     | 2013 - 2015       | 12    | 27       | 5  | 11 | 2      |
| 4     | Юрий Лобода          | 31     | 2013 - 2015       |       | 7        | 1  |    | 3      |
| 6     | Станислав Бурмистров | 30     | 2012 - 2014       | 4     | 16       | 6  | 6  | 2      |
| 7     | Иван Чубаров         | 26(23) | 2014 - 2015       | 10    | 19       | 7  | 5  |        |
| 8     | Игорь Яворовский     | 24     | 2013 - 2015       | 3     | 15       | 3  | 2  | 2      |
| 9     | Алексей Рязанов      | 16     | 2013 - 2014       |       | 2        |    |    | 1      |
| 10    | Ксения Быстрова      | 15(14) | 2015              |       | 3        |    |    | 2      |

### Гонщики, одержавшие победы
| Место | Гонщик               | Побед | %   | Гонок  | Сезоны            |
| ----- | -------------------- | ----- | --- | ------ | ----------------- |
| 1     | Михаил Лобода        | 12    | 39% | 31     | 2013 - 2015       |
| 2     | Иван Чубаров         | 10    | 43% | 26(23) | 2014 - 2015       |
| 3     | Константин Терещенко | 9     | 82% | 11     | 2012 - 2013       |
| 4     | Станислав Сафронов   | 8     | 20% | 41     | 2012, 2014 - 2015 |
| 5     | Юрий Григоренко      | 7     | 21% | 33     | 2014 - 2015       |
| 6     | Денис Корнеев        | 4     | 44% | 9      | 2012 - 2015       |
| 7     | Станислав Бурмистров | 4     | 13% | 30     | 2012 - 2014       |
| 8     | Игорь Яворовский     | 3     | 12% | 24     | 2013 - 2015       |
| 9     | Роман Мавланов       | 2     | 50% | 4      | 2012 - 2013       |